# Schneealpenhaus
Das Schneealpenhaus ist eine Schutzhütte des Österreichischen Gebirgsvereins des ÖAV. Sie liegt am Schauerkogel auf einer Höhe von 1788 m ü. A. am Südrand des Hochplateaus der Schneealpe in den Mürzsteger Alpen und wurde am 16. August 1925 eröffnet. Das Haus ist auf Schotterwegen erreichbar und kann bis zu 60 Personen beherbergen. Langjähriger Pächter war Otto Neubacher. Das Schneealpenhaus wird während der Sommersaison von Anfang Mai bis Ende Oktober bewirtschaftet.

## Ausgangspunkte
- Altenberg an der Rax, 782 m, Gehzeit: 2¼ Stunden
- Kapellen, 702 m, Gehzeit: 3½ Stunden
- Kohlebnerstand, 1350 m, Gehzeit: 1½ Stunden
- Krampen, 752 m, Gehzeit: 3½ Stunden
- Neuberg an der Mürz, 730 m, Gehzeit: 3¼ Stunden

## Aufstieg
- Zum Hinteralmhaus 400 Höhenmeter Aufstieg, 740 Höhenmeter Abstieg, 13 km, 4 Stunden, Weg: 01
- Zur Lurgbauerhütte 15 Höhenmeter Aufstieg, 40 Höhenmeter Abstieg, 4 km, 1 Stunde, Weg: 01

## Abstieg
- Zur Michlbauerhütte 45 Höhenmeter Abstieg, 1 km, 10 Minuten
- Nach Neuberg an der Mürz 1060 Höhenmeter Abstieg, 6 km, 1¾ Stunden

## Nachbarhütten
- Habsburghaus, 1785 m, Gehzeit: 5½ Stunden
- Hinteralmhaus, 1442 m, Gehzeit: 5 Stunden
- Kutatschhütte, 1700 m, Gehzeit: 45 Minuten, jederzeit offen zugängliche Unterstandshütte, gleich neben dem Schneealmsender.
- Karl-Ludwig-Haus, 1804 m, Gehzeit: 5 Stunden
- Lurgbauerhütte, 1764 m, Gehzeit: 1 Stunde
- Rinnhoferhütte, 1733 m, Gehzeit: ½ Stunde

## Tourenmöglichkeiten
- Windberg, 1903 m, Gehzeit: 45 Minuten
- Rauhenstein, 1770 m, Gehzeit: 1 Stunde
- Schauerkogel, 1788 m
- Mitterbergschneid, 1863 m, Gehzeit: 1¼ Stunden
- Ameisbühel, 1828 m, Gehzeit: 1 Stunde

Das Schneealpenhaus ist zudem ein Etappenziel am Nordalpenweg, einem österreichischen Weitwanderweg.